# سیارک ۱۳۸۳۰
سیارک ۱۳۸۳۰ (به انگلیسی: 13830 ARLT، نامگذاری:1999XM7) سیزده هزار و هشتصد و سی‌امین سیارک کشف شده‌است که در ۴ دسامبر ۱۹۹۹ کشف شد.
قدر مطلق سیارک برابر ۱۳٫۴۰ است.